# Chilonopsis blofeldi
Chilonopsis blofeldi је пуж из реда Stylommatophora и фамилије Subulinidae.

## Угроженост
Ова врста је наведена као изумрла, што значи да нису познати живи примерци.

## Распрострањење
Ареал врсте је био ограничен на једну државу. 